# Senlis (Pas de Calais)
Senlis és un municipi francès situat al departament del Pas de Calais i a la regió dels Alts de França. L'any 2007 tenia 190 habitants.

## Demografia

### Població
El 2007 la població de fet de Senlis era de 190 persones. Hi havia 76 famílies de les quals 20 eren unipersonals (8 homes vivint sols i 12 dones vivint soles), 16 parelles sense fills, 28 parelles amb fills i 12 famílies monoparentals amb fills.
La població ha evolucionat segons el següent gràfic:
Habitants censats

### Habitatges
El 2007 hi havia 77 habitatges, 74 eren l'habitatge principal de la família, 1 era una segona residència i 2 estaven desocupats. Tots els 77 habitatges eren cases. Dels 74 habitatges principals, 63 estaven ocupats pels seus propietaris, 9 estaven llogats i ocupats pels llogaters i 2 estaven cedits a títol gratuït; 2 tenien dues cambres, 7 en tenien tres, 23 en tenien quatre i 43 en tenien cinc o més. 46 habitatges disposaven pel capbaix d'una plaça de pàrquing. A 32 habitatges hi havia un automòbil i a 34 n'hi havia dos o més.

### Piràmide de població
La piràmide de població per edats i sexe el 2009 era:
| Homes | Edats   | Dones |
| ----- | ------- | ----- |
| 0     | 95 o +  | 0     |
| 0     | 90 a 94 | 0     |
| 0     | 85 a 89 | 4     |
| 0     | 80 a 84 | 8     |
| 0     | 75 a 79 | 8     |
| 4     | 70 a 74 | 0     |
| 4     | 65 a 69 | 16    |
| 4     | 60 a 64 | 4     |
| 0     | 55 a 59 | 0     |
| 4     | 50 a 54 | 4     |
| 0     | 45 a 49 | 4     |
| 8     | 40 a 44 | 8     |
| 12    | 35 a 39 | 20    |
| 4     | 30 a 34 | 0     |
| 0     | 25 a 29 | 0     |
| 0     | 20 a 24 | 4     |
| 12    | 15 a 19 | 0     |
| 8     | 10 a 14 | 12    |
| 4     | 5 a 9   | 12    |
| 0     | 0 a 4   | 0     |

## Economia
El 2007 la població en edat de treballar era de 126 persones, 95 eren actives i 31 eren inactives. De les 95 persones actives 90 estaven ocupades (51 homes i 39 dones) i 5 estaven aturades (2 homes i 3 dones). De les 31 persones inactives 6 estaven jubilades, 12 estaven estudiant i 13 estaven classificades com a «altres inactius».

### Ingressos
El 2009 a Senlis hi havia 71 unitats fiscals que integraven 194 persones, la mediana anual d'ingressos fiscals per persona era de 14.439 €.

### Activitats econòmiques
Dels 4 establiments que hi havia el 2007, 1 era d'una empresa de comerç i reparació d'automòbils, 1 d'una empresa de transport, 1 d'una empresa immobiliària i 1 d'una empresa de serveis.
L'any 2000 a Senlis hi havia 5 explotacions agrícoles que ocupaven un total de 285 hectàrees.

## Poblacions més properes
El següent diagrama mostra les poblacions més properes.